# Liane Jakob-Rost
Liane Jakob-Rost (* 1928 in Berlin) ist eine deutsche Altorientalistin.
Liane Jakob-Rost studierte an der Humboldt-Universität zu Berlin altorientalische Sprachen. Seit 1949 arbeitete sie am Vorderasiatischen Museum in Berlin, seit ihrer Promotion 1952 als wissenschaftliche Mitarbeiterin. Seit 1958 war sie Kustos der Sammlung und in dieser Position wesentlich an der Wiedereingliederung der zu dieser Zeit aus der Sowjetunion wiederkehrenden Beutekunst beteiligt. Zwischen 1978 und 1990 war sie in Nachfolge von Gerhard Rudolf Meyer Direktorin des Museums. 1990 ging sie in den Ruhestand, ihre Nachfolgerin wurde Evelyn Klengel-Brandt.
Arbeitsschwerpunkt Jakob-Rosts war die Aufarbeitung und Publikation der Keilschrifturkunden aus dem Bestand des Museums. Sie hielt Vorträge im In- und Ausland, wo sie auch an vielen Ausstellungen beteiligt war. Sie war an Ausgrabungen in Bulgarien und im Irak beteiligt.

## Schriften
- Die Entzifferung der Keilschrift. Zum 200. Geburtstag von G. F. Grotefend, Staatliche Museen, Berlin 1975
- Das Lied von Ullikummi. Dichtungen der Hethiter, Insel-Verlag, Leipzig 1977
- mit Joachim Marzahn: Babylon, Staatliche Museen, Berlin 1983
- mit Joachim Marzahn: Assyrische Königsinschriften auf Ziegeln aus Assur, Akademie-Verlag, Berlin 1985
- Das Vorderasiatische Museum, von Zabern, Mainz 1992 ISBN 3-8053-1188-5
- mit Iris Gerlach: Die Stempelsiegel im Vorderasiatischen Museum, von Zabern, Mainz 1997 ISBN 3-8053-2029-9